# Королівські музеї витончених мистецтв (Брюссель)
Королівські музеї витончених мистецтв у Брюсселі (фр. Musées royaux des Beaux-Arts de Belgique , нід. Koninklijke Musea voor Schone Kunsten van België) — комплекс художніх музеїв у Брюсселі, в яких зберігається велика колекція живопису і скульптури, що перебуває у власності бельгійської держави. До складу Королівських музеїв входить «Музей старого мистецтва» і «Музей сучасного мистецтва», розташовані поруч з королівським палацом, а також «Музей Антуана Вірца» і «Музей Костянтина Меньє» в Ікселі. З 2009 року до Королівських музеїв належить також новий музей Рене Маґріта.

## Історія
Під час окупації Австрійських Нідерландів французькими революційними військами в 1794 р. в Брюсселі розпочалася конфіскація творів мистецтва. Конфісковане складували і частково перевозили в Париж. Решта художніх цінностей стала базою музею, заснованого Наполеоном Бонапартом у 1801 р. в Брюсселі. Музей вперше відкрив свої двері для публіки двома роками пізніше в палаці австрійського штатгальтера. У наступні роки деякі твори мистецтва з цієї колекції було відправлено до Парижу. Всі конфісковані цінності повернулися з Парижа до Брюсселя тільки після повалення Наполеона. З 1811 р. музей перейшов у власність міста Брюсселя. З виникненням при королі Вільгельмі I Об'єднаного Королівства Нідерландів фонди музею значно розширилися. У 1835 р. король Леопольд I ухвалив рішення про створення тепер уже в бельгійській столиці національного музею бельгійських художників. Через сім років міська і королівська колекції були об'єднані і отримали в 1846 р. назву Королівських музеїв живопису та скульптури Бельгії. А за рік до цього в музеї було створено відділ сучасного мистецтва.
У 1887 році відкрилася нова будівля музею на Rue de la Régence, створене за проектом Альфонса Балата, в якому розмістився відділ старого мистецтва. Колекція творів XIX ст. залишилася на колишньому місці в палаці Габсбургів. Лише майже через 100 років до музею було прибудовано будівлю для колекції мистецтва XX століття, яка з часом розрослася.

## Музей старого мистецтва

### Фламандська колекція
У фондах «Музею старого мистецтва» знаходиться близько 1 200 творів європейського мистецтва, що охоплюють період з XIV по XVIII століття. В основі колекції — твори фламандської живопису, майже всі фламандці представлені своїми найціннішими роботами. До найвідоміших полотен відносяться «Благовіщення» Робера Кампена, «П'єта» і два портрети Рогіра ван дер Вейдена, кілька картин Дірка Боутса на релігійні теми, Петруса Крістуса і Гуго ван дер Гуса, кілька портретів і «Мучеництво св. Себастьана» Ганса Мемлінга, «Мадонна і дитя» і триптих Левенського братства Св. Анни Квентіна Массейса і «Венера і Амур» і два портрети донаторів Мабюза.

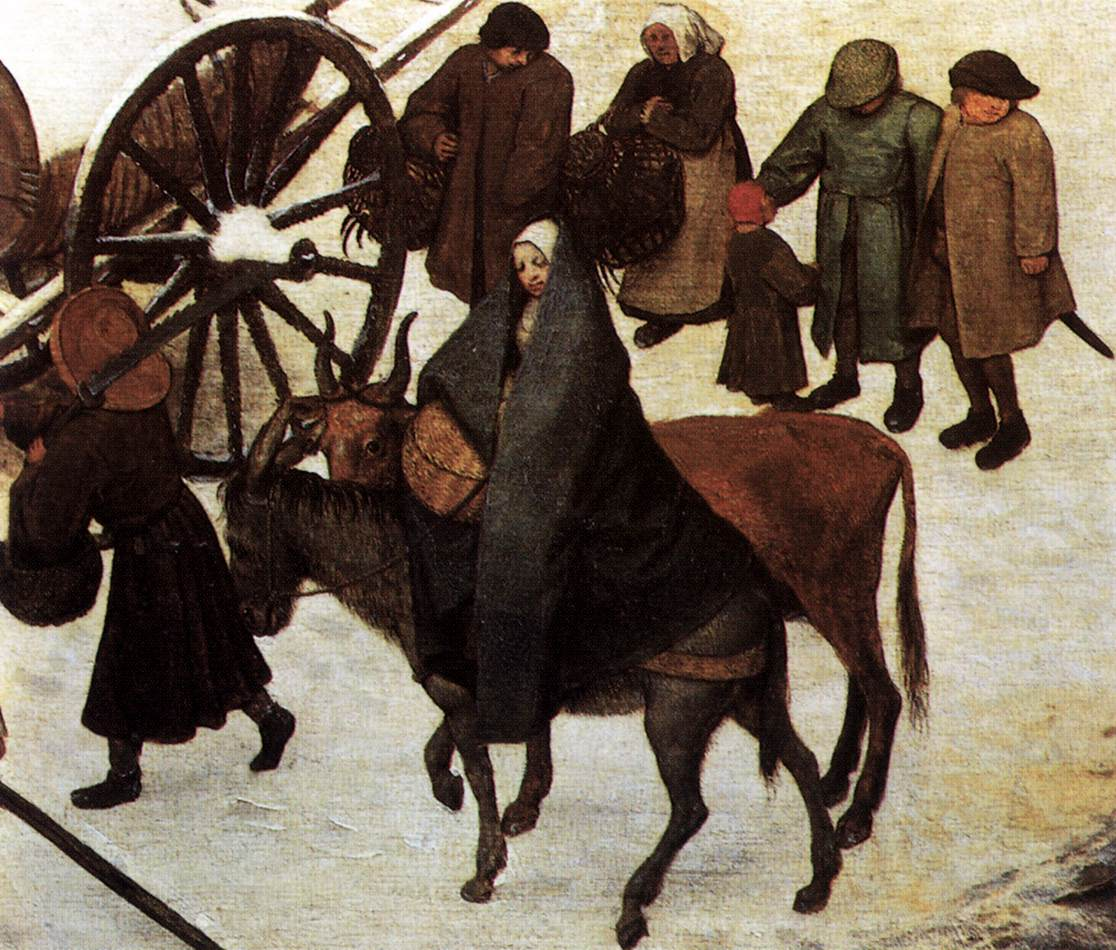
«Перепис у Вифлеємі», Св. Йосип з теслярським реманентом та Богоматір, (фрагмент). 1566

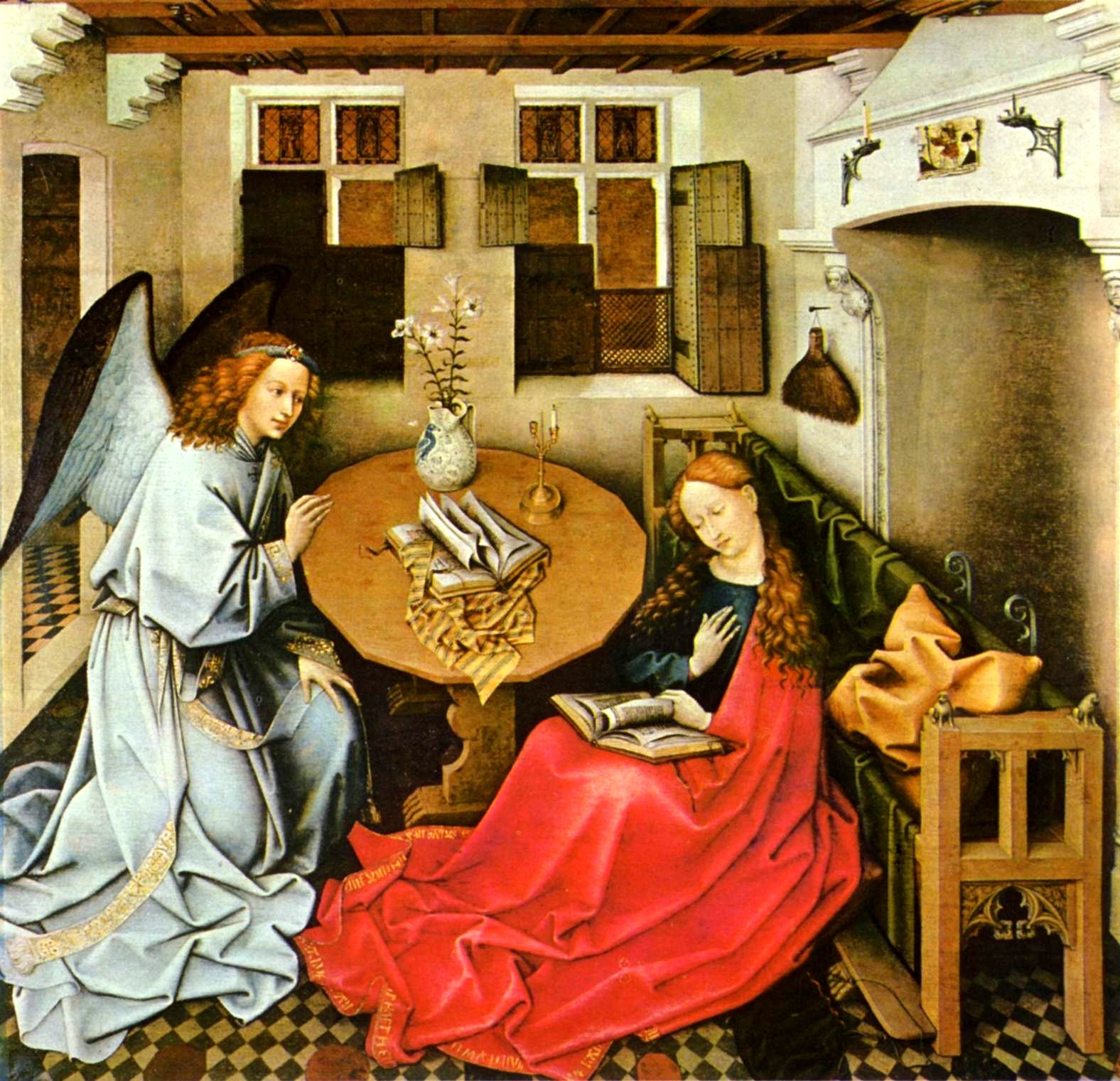
Робер Кампен. Благовіщення. 1420-1440
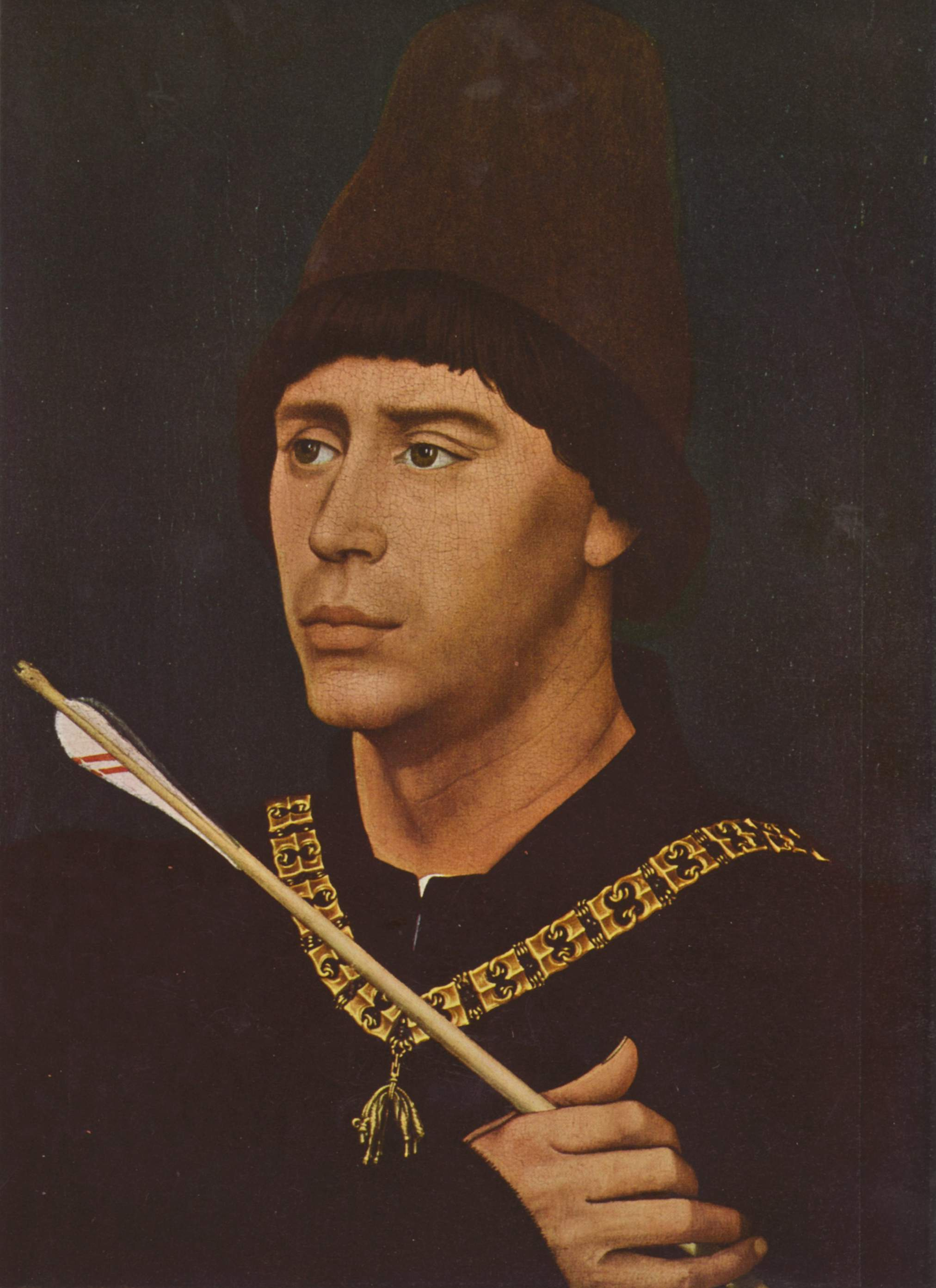
Рогір ван дер Вейден. Портрет Антона Бургундського. 2-а третина XV ст.
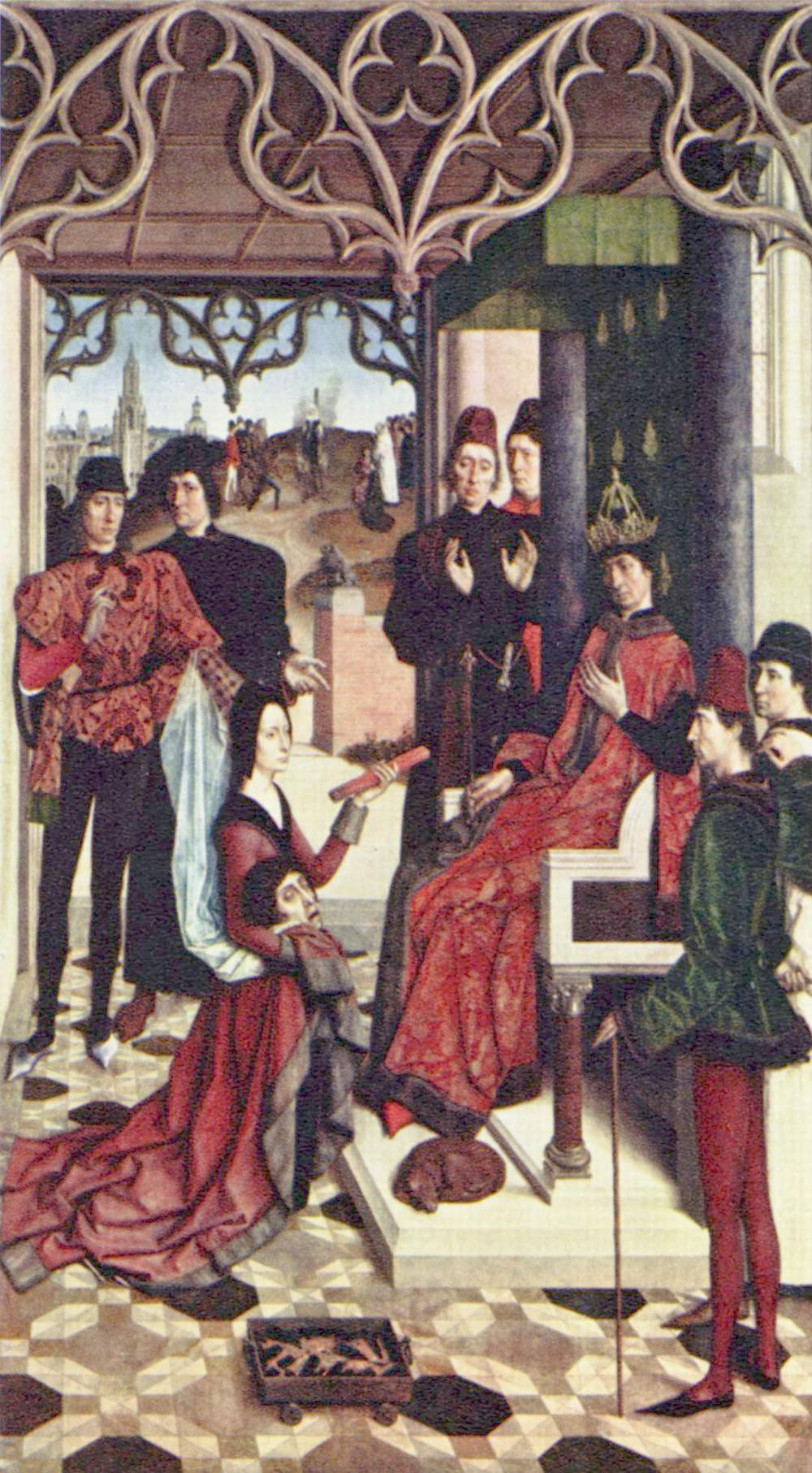
Дірк Боутс. Вівтар Правосуддя: Суд Оттона. 1470-1475
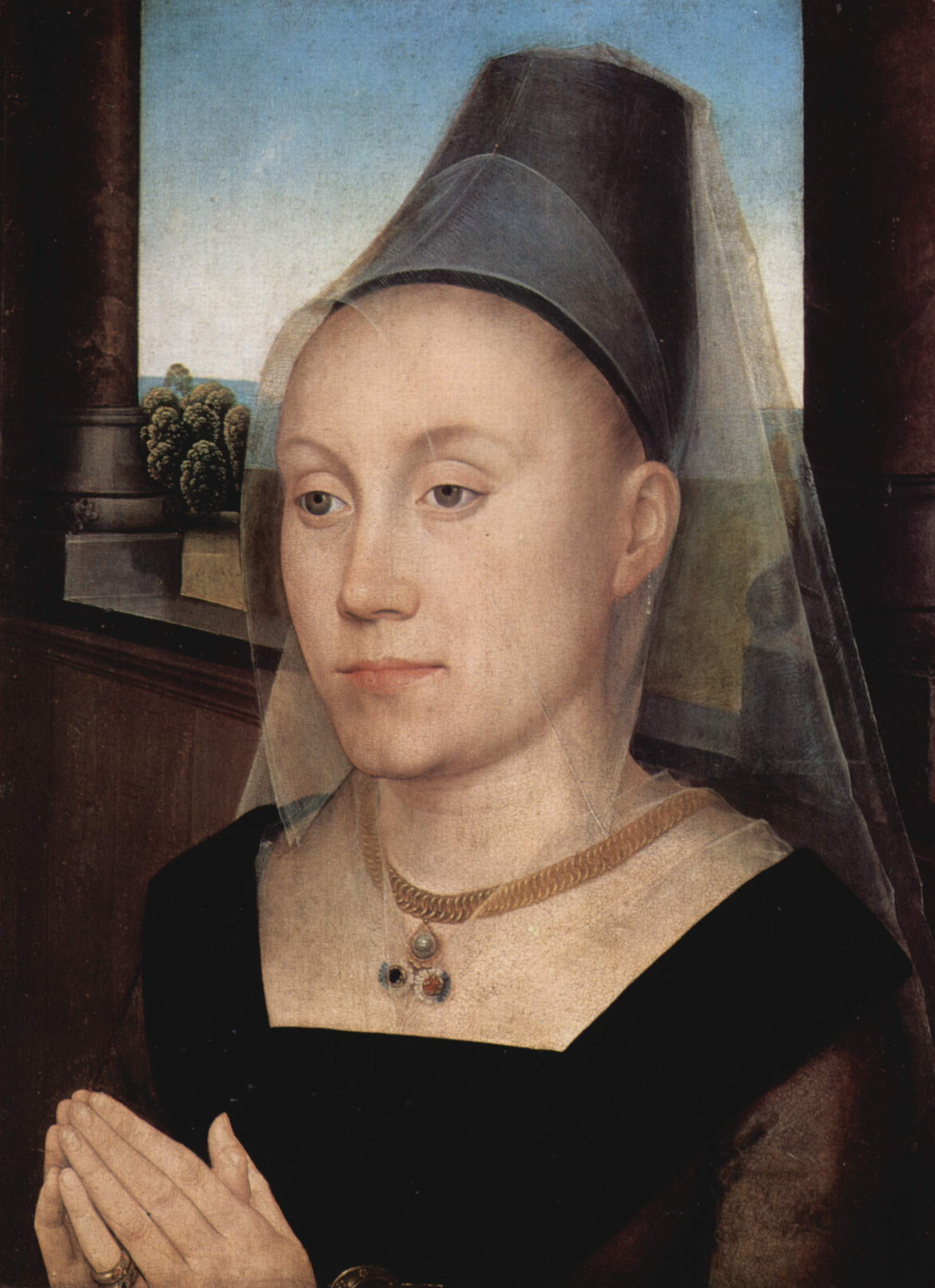
Ганс Мемлінг. Портрет Барбари ван Вленденберг. Бл. 1480
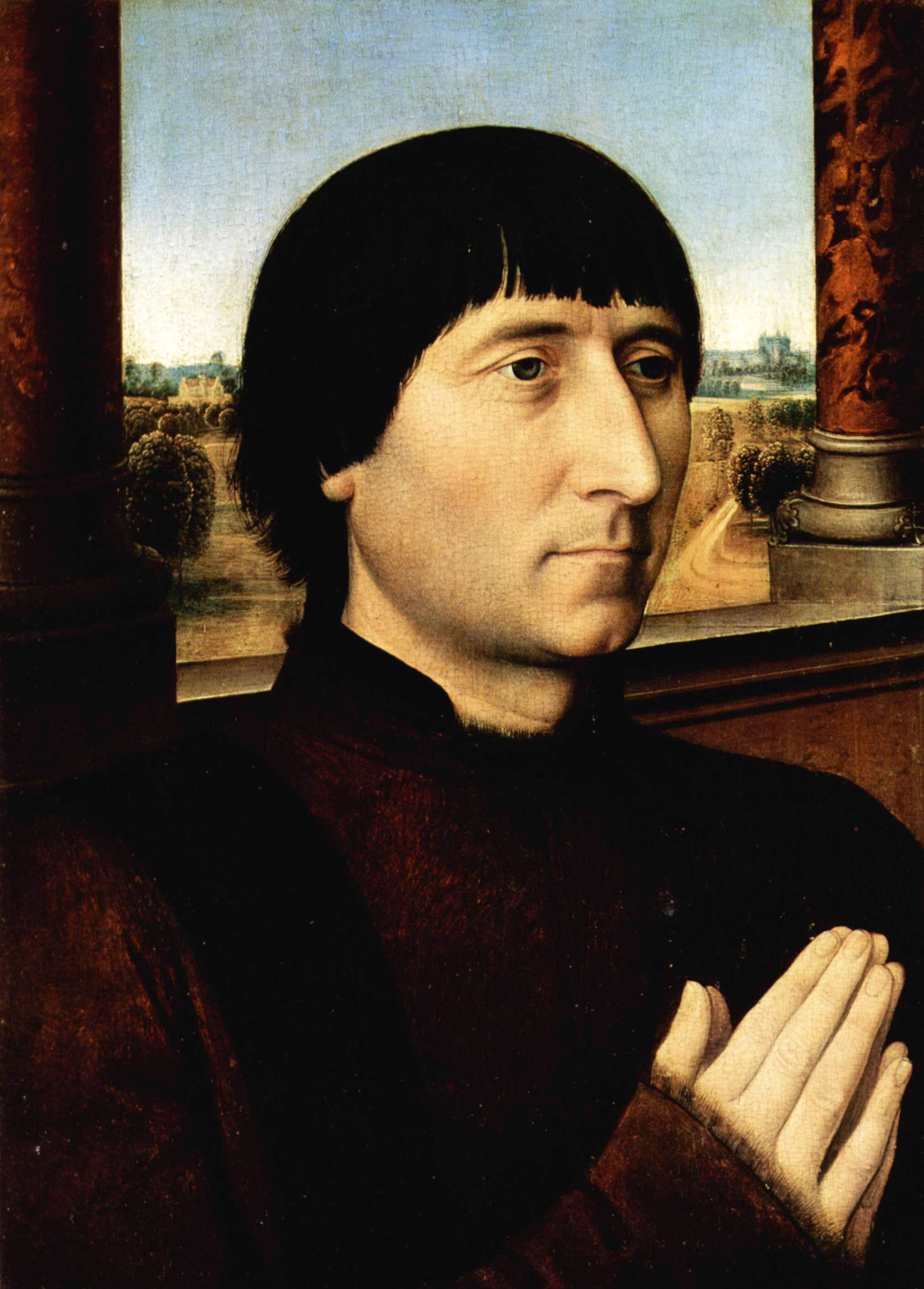
Ганс Мемлінг. Портрет Виллема Морееля. Бл. 1480
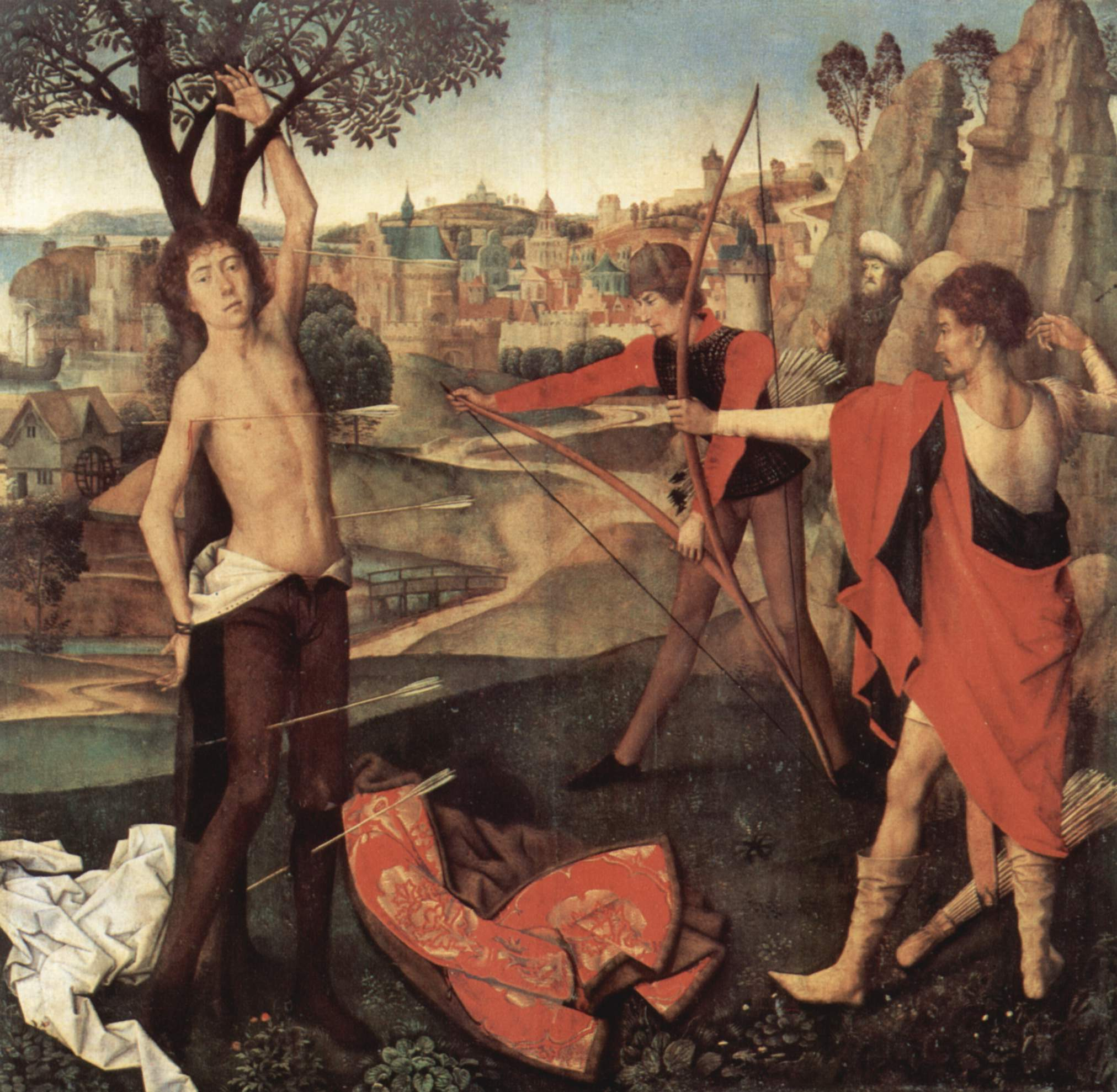
Ганс Мемлінг. Мучеництво св. Себастьяна. 1470-1480
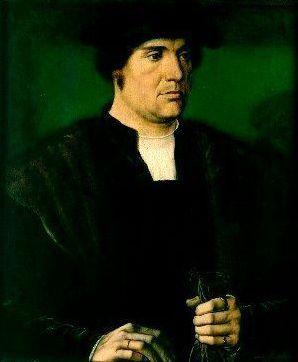
Амброзіус Бенсон. «Барон Георг Гастінгс», 1-а половина 16 ст.
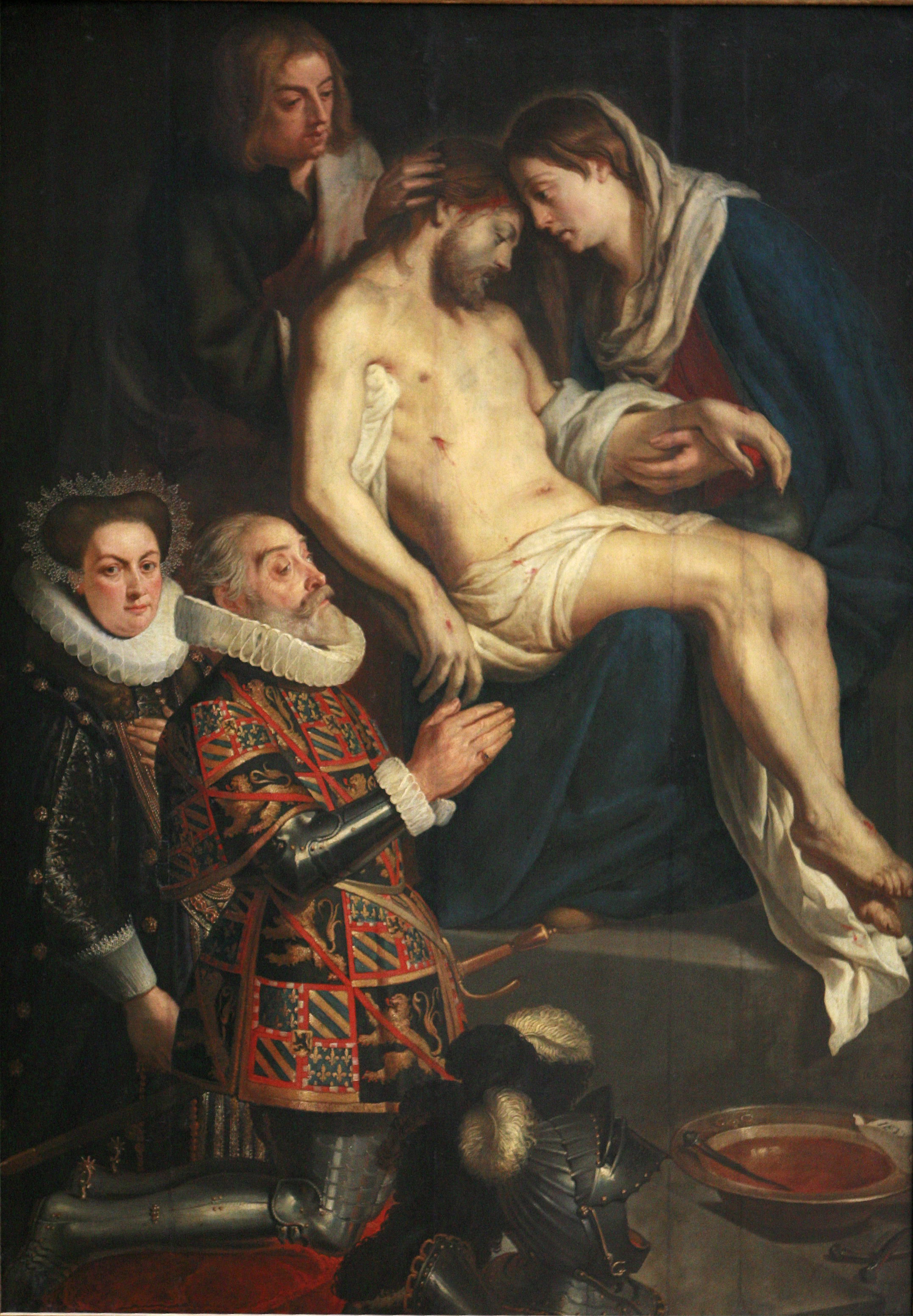
Гаспар де Крайєр. «Оплакування Христа з портретами подружжя Дондельберг», середина 17 ст.

Пітер Брейгель Старший, Пітер Пауль Рубенс, Якоб Йорданс та Антоніс ван Дейк також представлені численними полотнами. Твори Брейгеля в Королівських музеях: «Падіння повсталих янголів», «Поклоніння волхвів», «Зимовий пейзаж з ковзанярами і пасткою для птахів», «Перепис у Вифлеємі», «Пейзаж з падінням Ікара і роззявами».

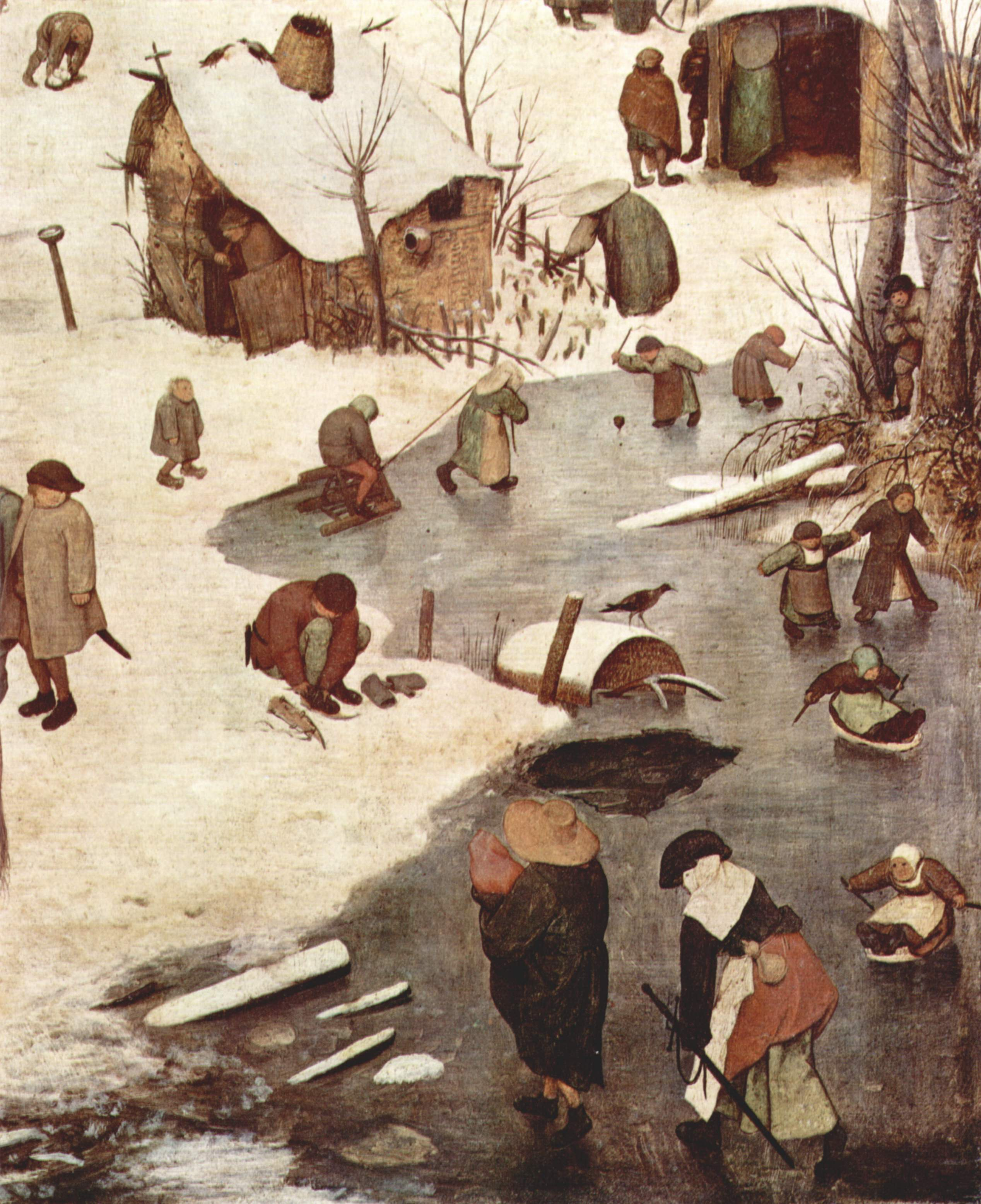
Пітер Брейгель Старший. «Перепис у Вифлеємі» (фрагмент). 1566
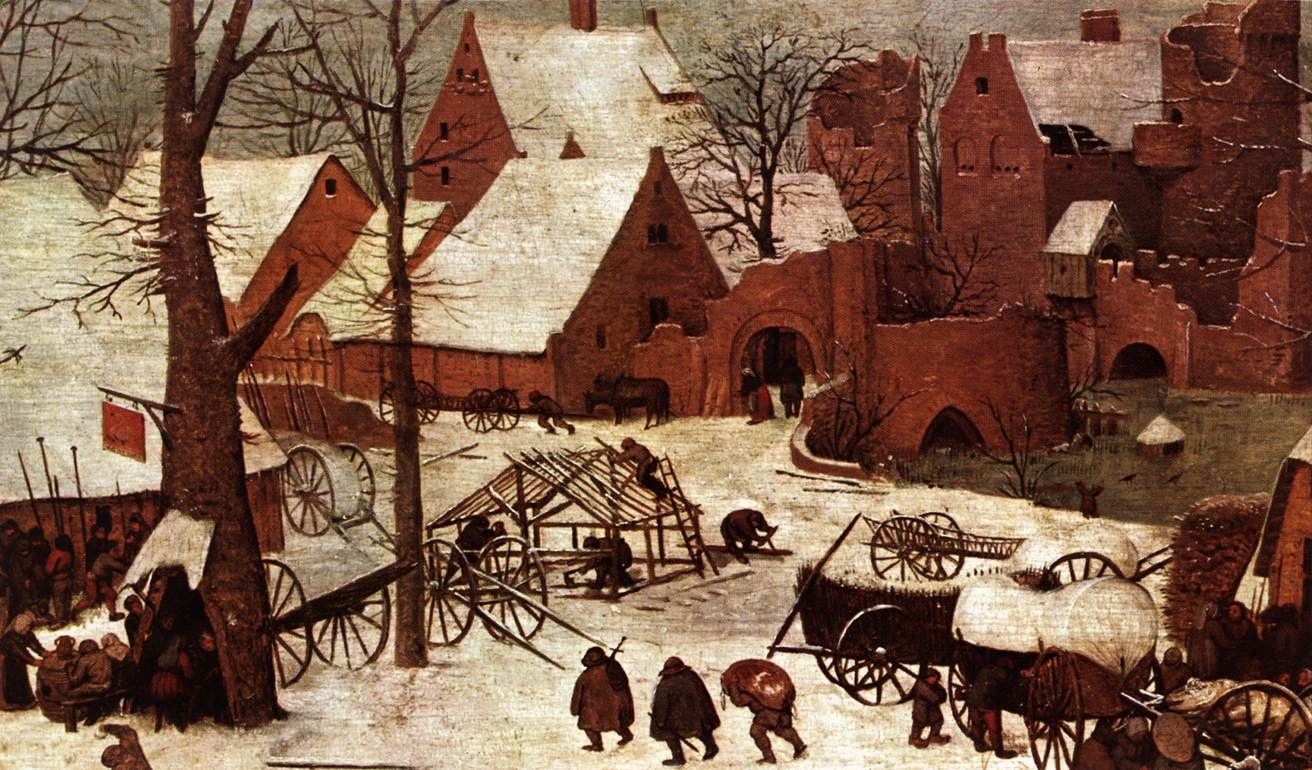
«Перепис у Вифлеємі». Побудова сараю (фрагмент). 1566
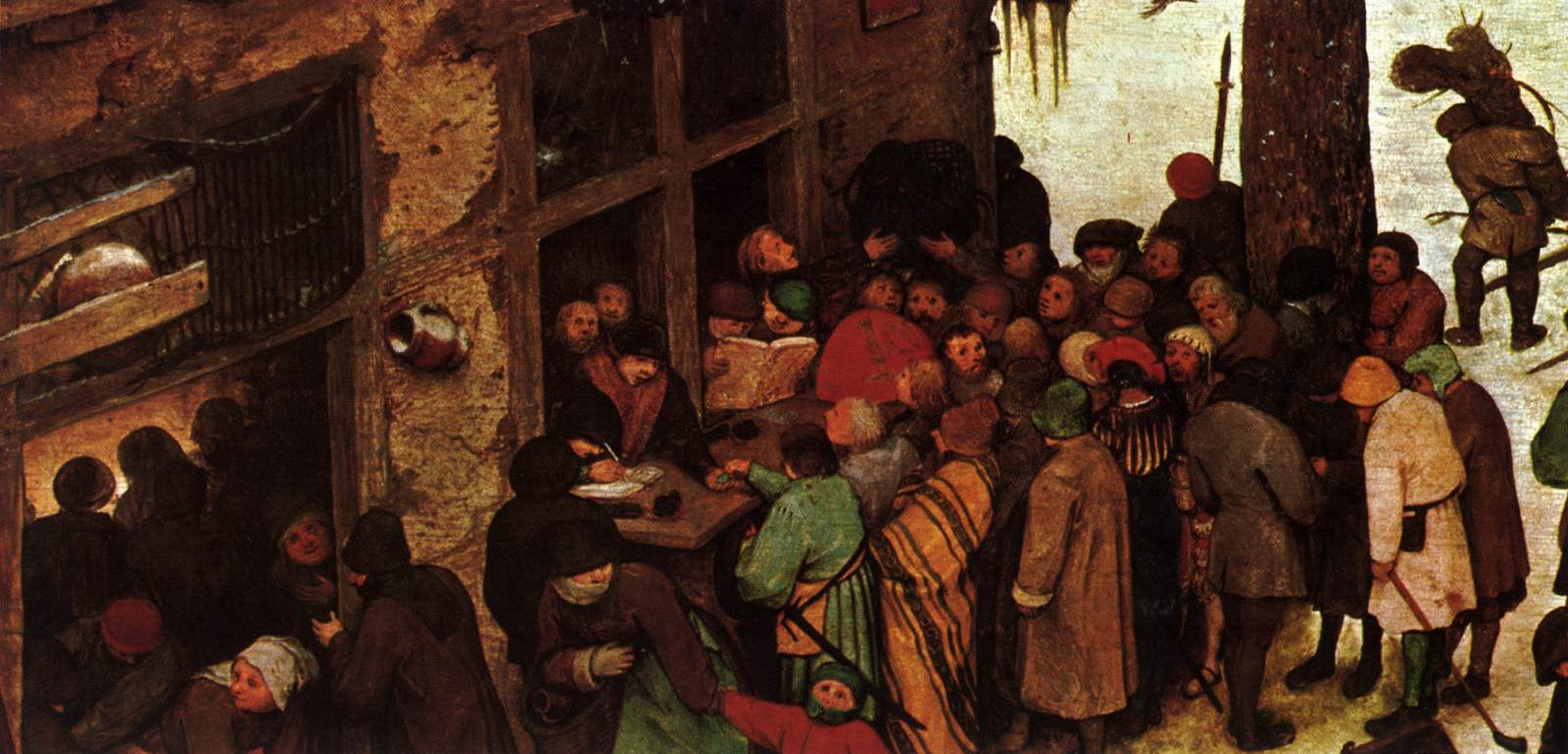
«Перепис у Вифлеємі».Урядовці, що ведуть перепис (фрагмент). 1566
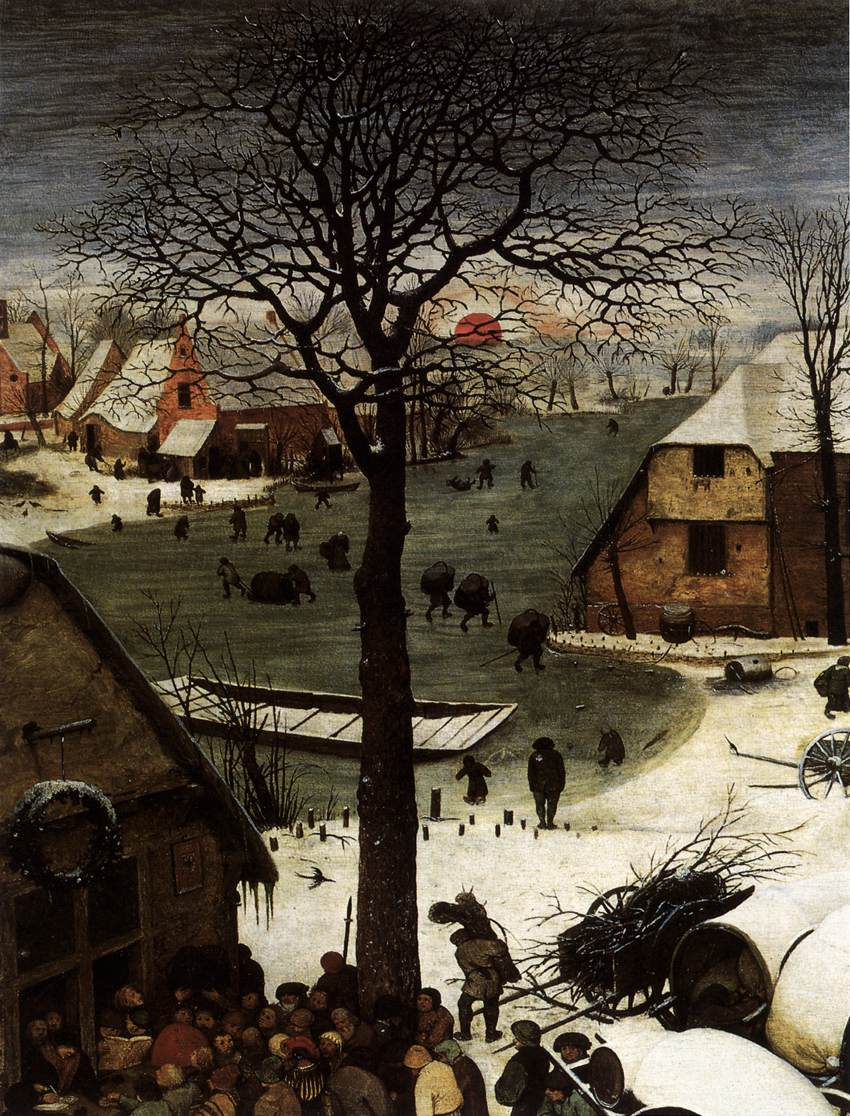
«Перепис у Вифлеємі».Складання дров  у візок (фрагмент). 1566

Творчість Рубенса представлена в «Музеї старого мистецтва» зокрема такими полотнами «Христос і блудниця», етюд з головами негрів, «Поклоніння мудреців», «Несення хреста», «Мучеництво св. Лівіньо», «Мучеництво св. Урсули», «Пейзаж з полюванням Аталанти», «Портрет Петрус Пекіуса (?)», «Чудо св. Бенедикта», «Падіння Ікара», «Падіння титанів» і «Коронування Діви Марії».
У «Музеї старого мистецтва» знаходяться такі картини Якоба Йорданса: «Вихваляння Помони», «Св. Мартін зцілює одержимого», «Сусанна зі старцями», «Пан і Сірінкс», «Сатир і селяни».
Ван Дейк представлений в Королівських музеях портретом Жана-Шарля делла Фай, портретом скульптора Франсуа Дюкенуа, портретом невідомої генуезької пані та її дочки, «Рінальдо і Арміда» і «Розп'яттям Христа».

Пітер Брейгель Старший. Падіння повсталих янголів. 1562
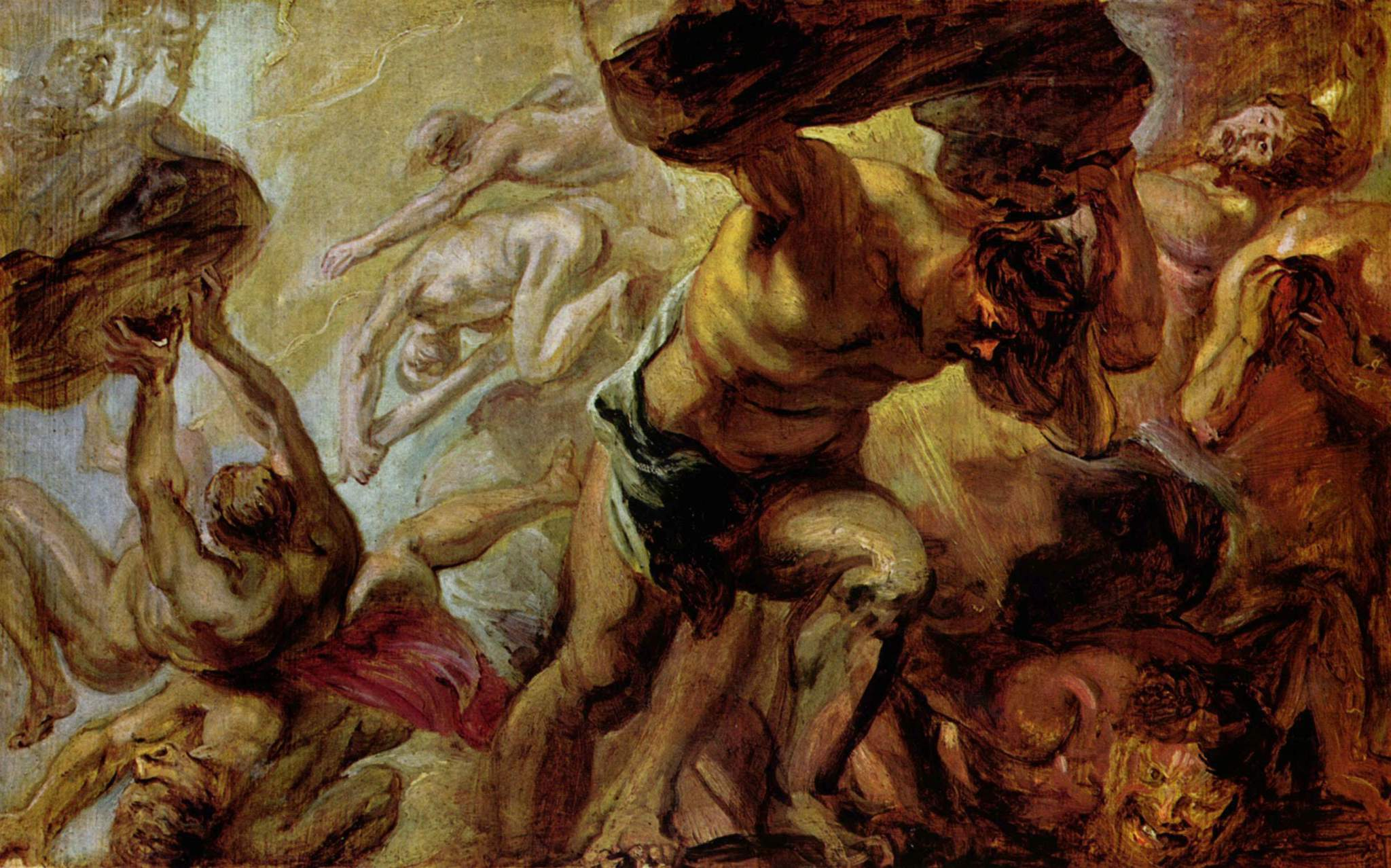
Пітер Пауль Рубенс. Падіння титанів. 1637-1638
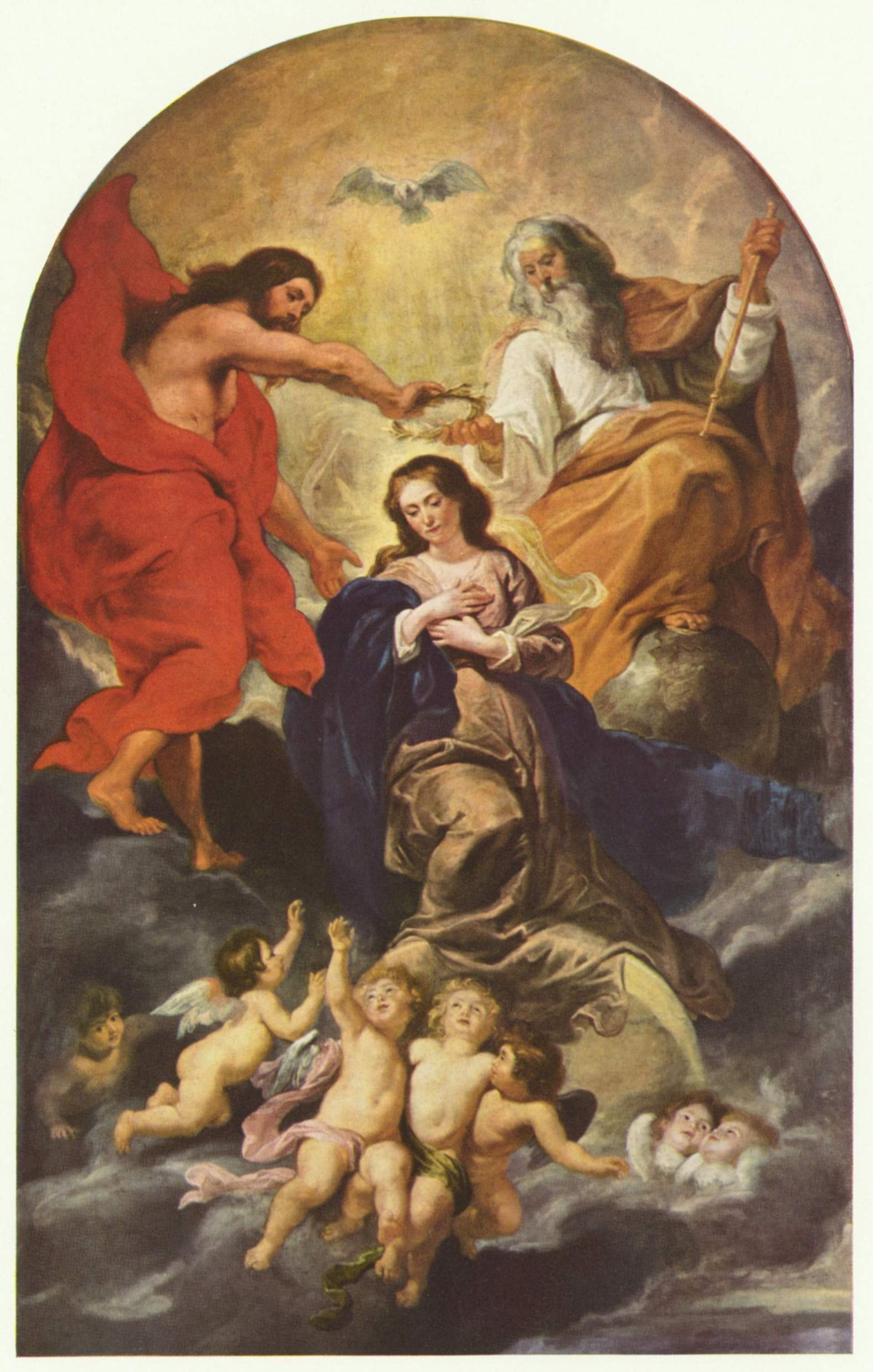
Пітер Пауль Рубенс. Коронування діви Марії. 1-а половина XVII ст.
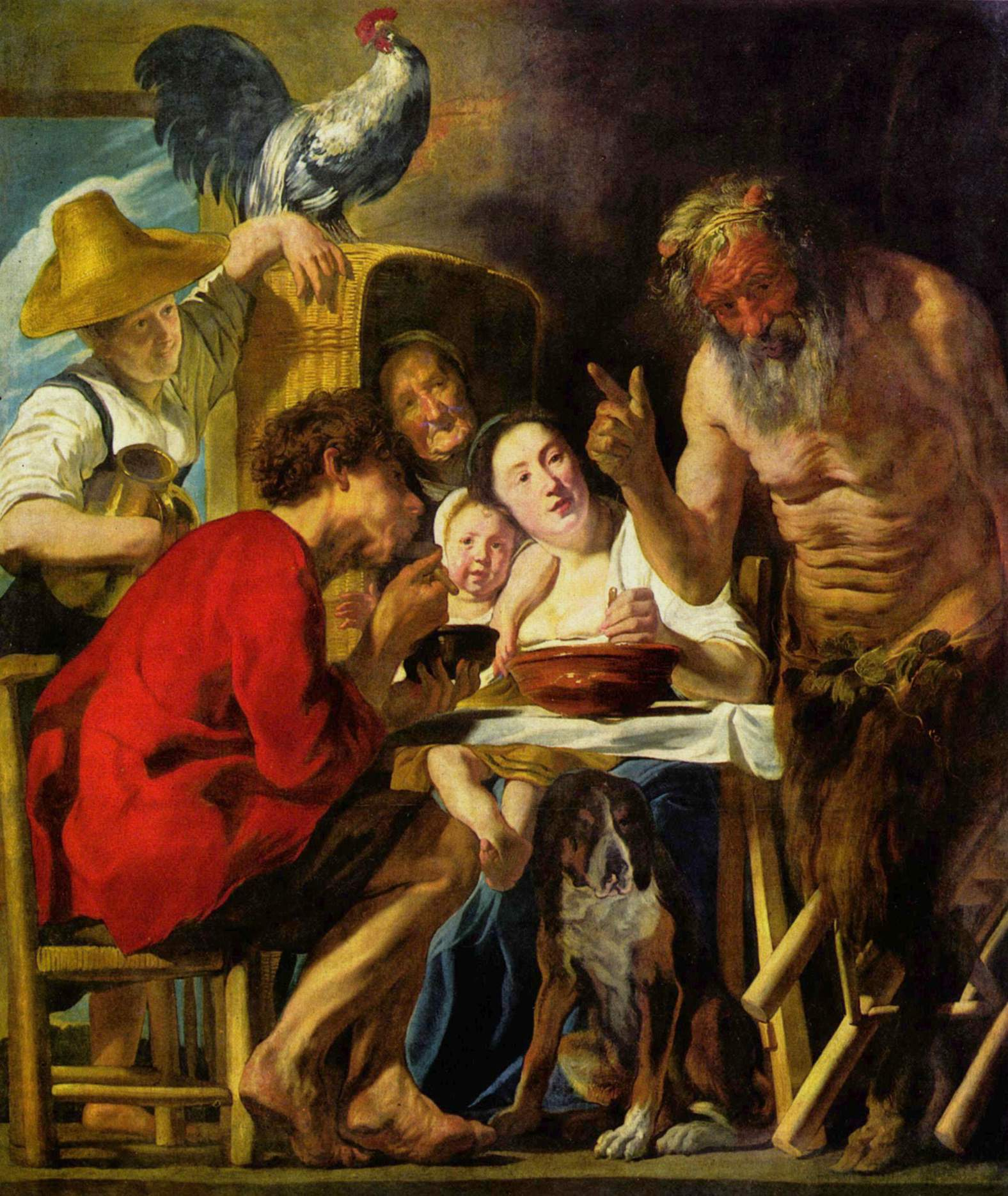
Якоб Йорданс. Сатир і селяни. 1620
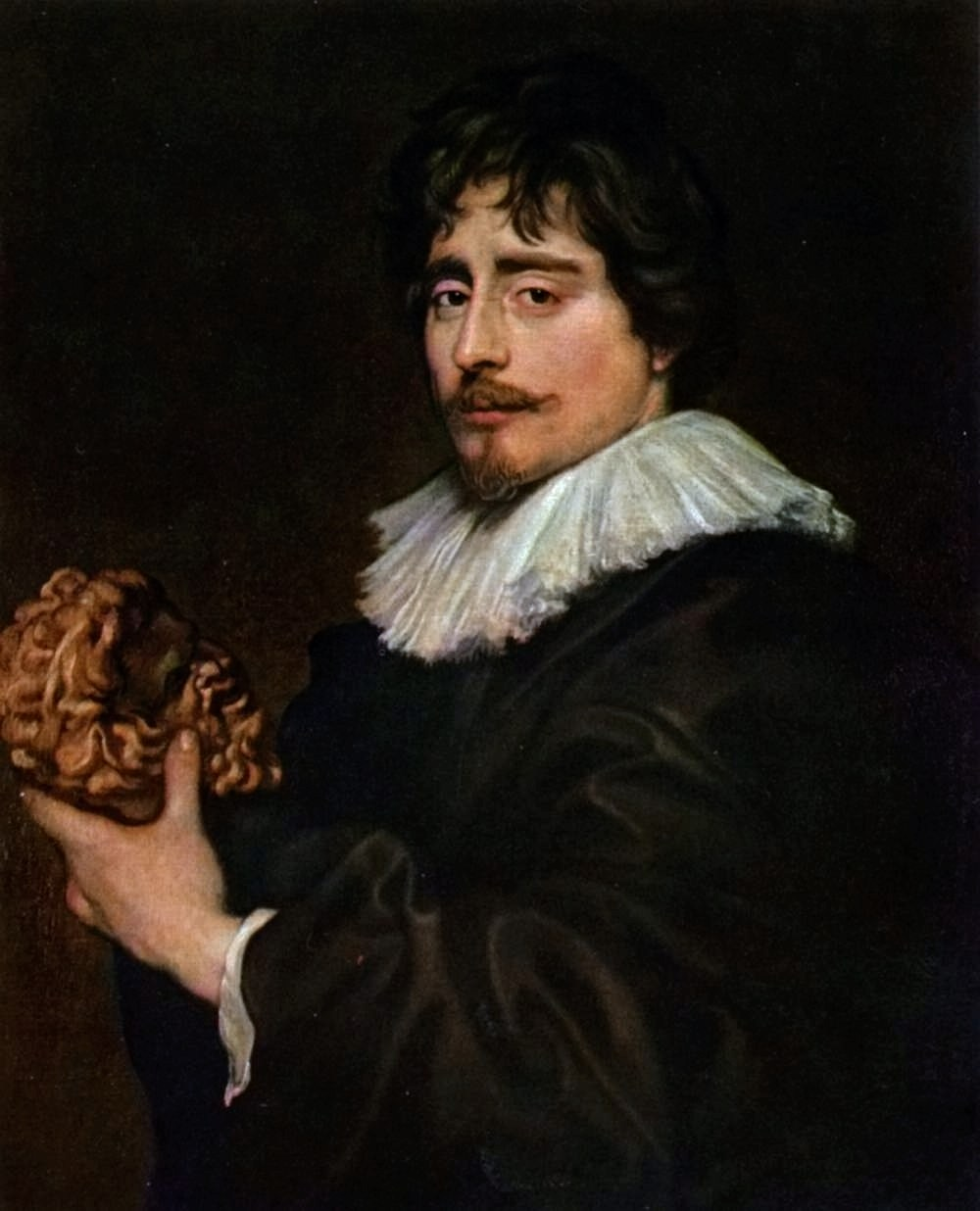
Антоніс ван Дейк. Портрет скульптора  Франсуа Дюкенуа. 1-а третина XVII ст.

У фламандській колекції Музею старого мистецтва також зберігаються «Весілля» Пітера Брейгеля Молодшого, «Комора» та «Полювання на оленя» Франса Снейдерса, «П'янички у дворі» Адріана Брауера, «Фламандський ярмарок», «Гравці в карти» і натюрморт Давид Тенірса Молодшого.

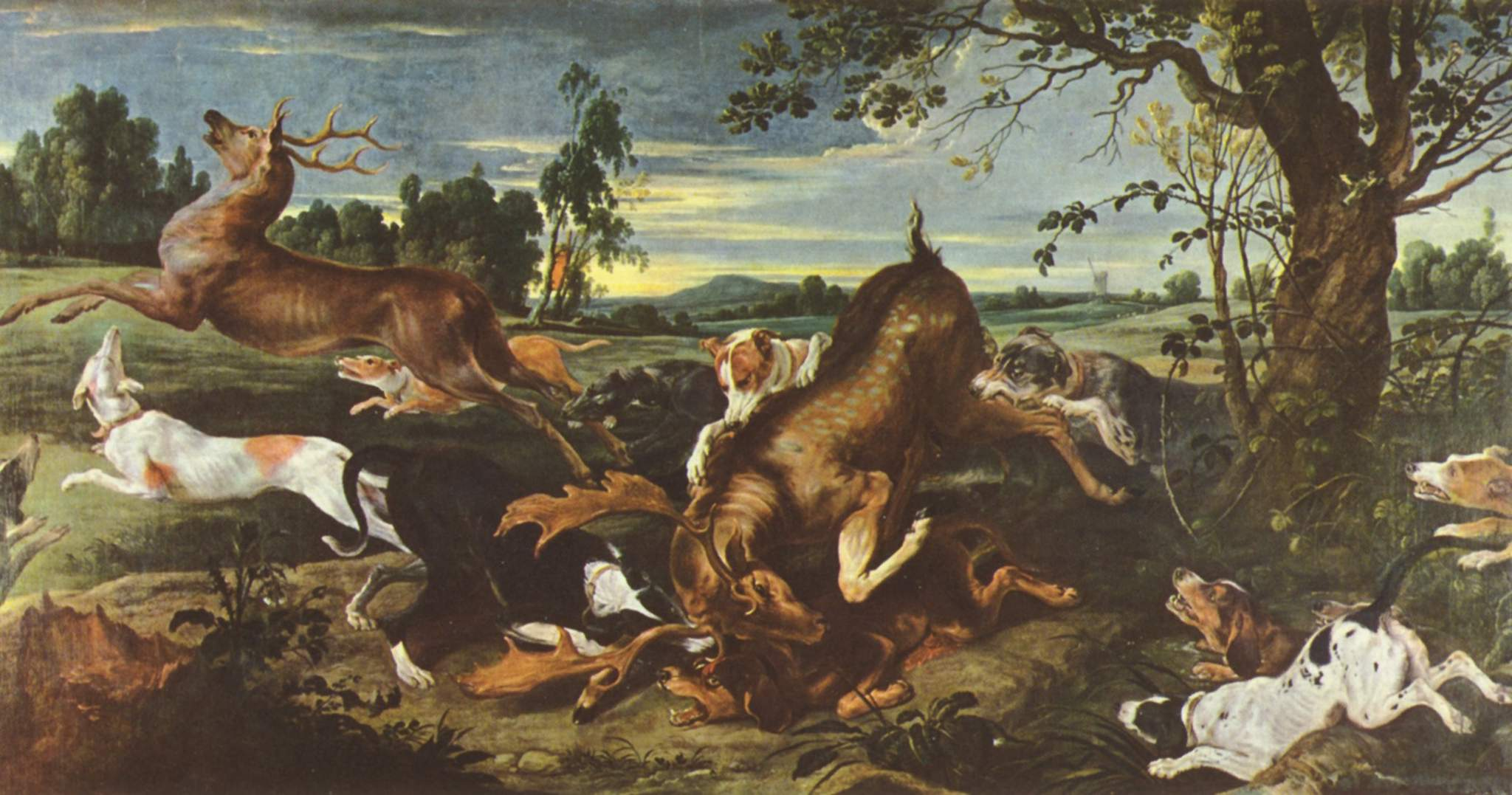
Франс Снейдерс. Полювання на оленя. 2-а чверть XVII ст.
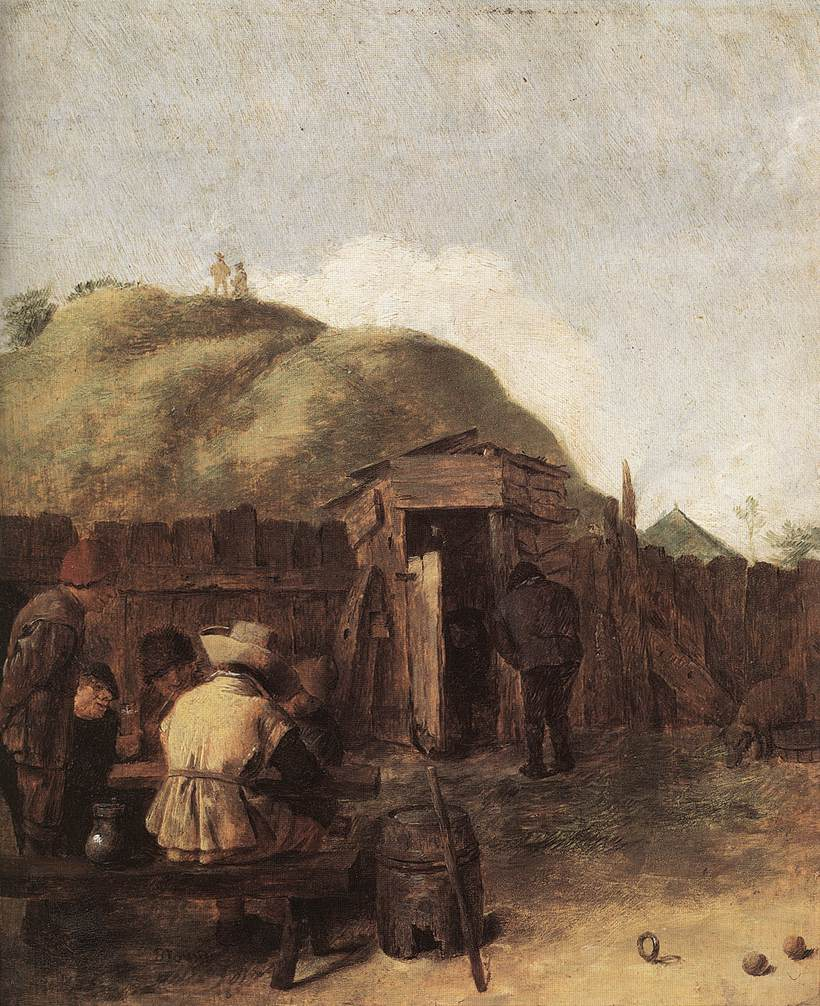
Адріан Брауер. П’янички у дворі. 1631-1632
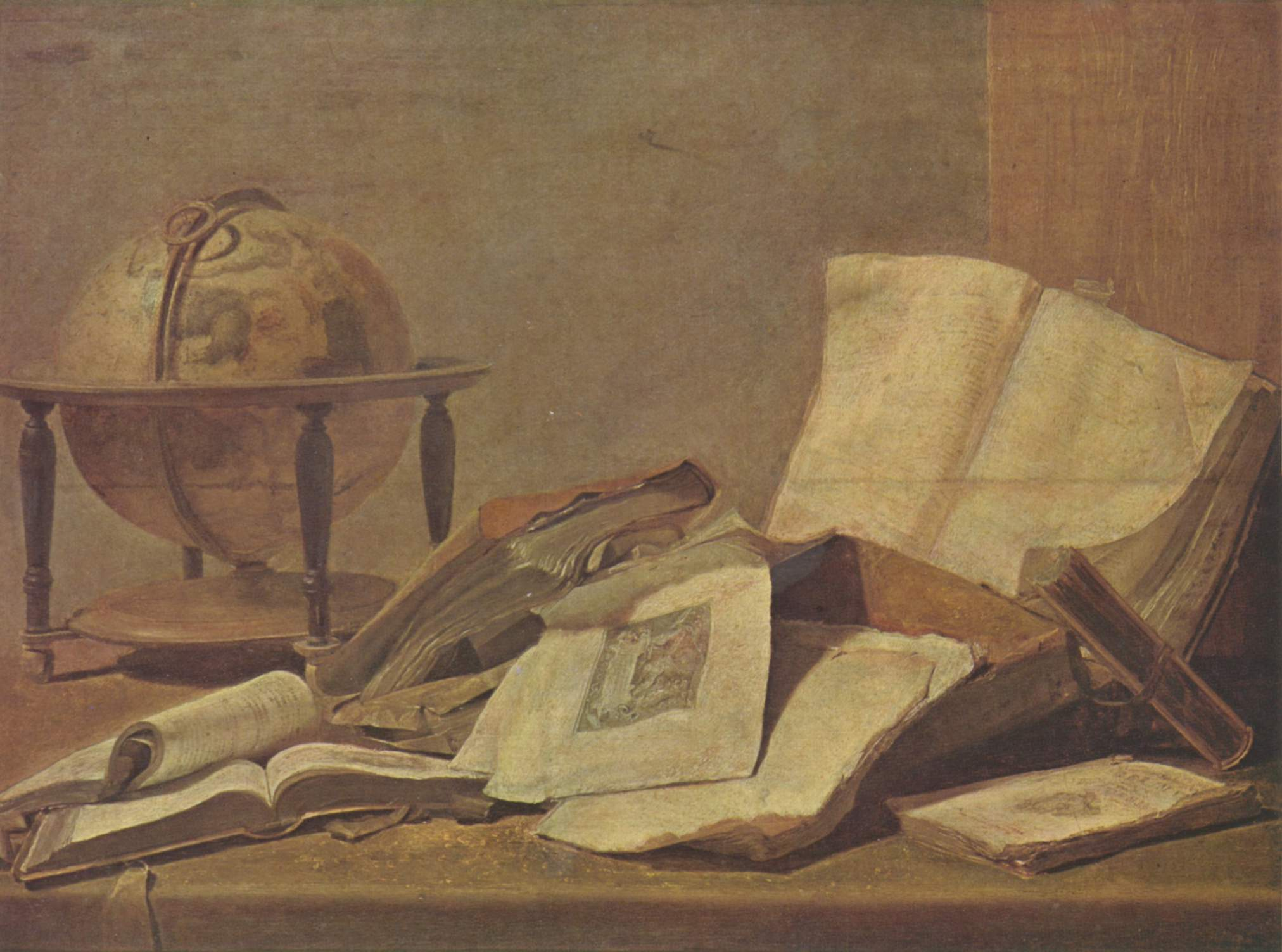
Давид Тенірс Молодший. Натюрморт з книгами. 1645-1650

### Голландська колекція
Голландська колекція Королівських музеїв скромна, проте вирізняється якістю представлених експонатів. Це, насамперед, зображення дітей та декілька портретів Франса Халса, «Портрет Ніколас ван Бамбеека» роботи Рембрандта, «Загальний стакан» Пітера де Хооха, «Трапеза» Габріеля Метсью і «Вид на гарлемске море» Якоба ван Рейсдаля.

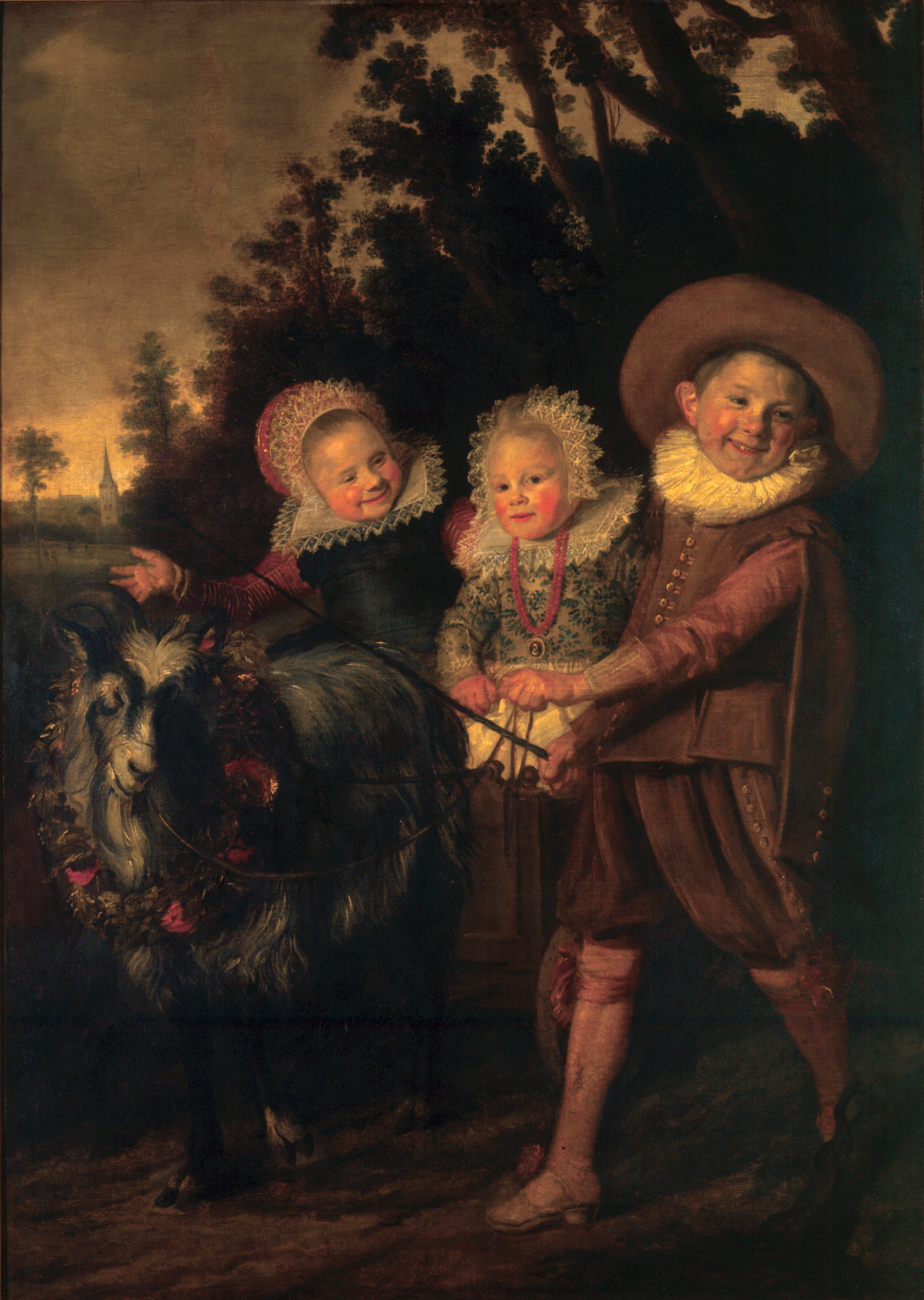
Франс Халс. Троє дітей с цапом і візочком. Бл. 1620
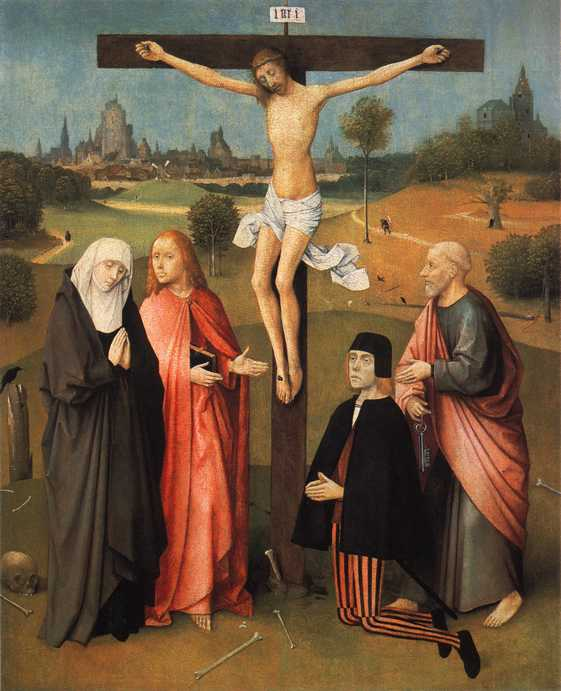
Ієронімус Босх. Розп’яття з донатором. 1480-1485.

### Французький та італійський живопис
Французький  живопис представляють Клод Лоррен з його «Енеєм на полюванні на оленів на березі Лівії», Гюбер Робер з «Фонтаном і колонадою в парку» і Жан-Батіст Грез з портретом Жоржа «Гугено де Кроіссі» (?). У музеї представлені італійські живописці венеціанської школи: «Свята Діва з дитям» і «Св. Франциск» Карло Крівеллі, «Мучеництво св. Марка» Якопо Тінторетто, «Божественні чесноти» Джамбатісти Тьєполо, а також одна ведута Франческо Гварді.

### Лукас Кранах Старший
Окрім «Адама і Єви» та «Венери і Амура» у музеї зберігається найвідоміший «Портрет доктора Шейрінга», який у Німеччині асоціюється з банкнотою в 1000 німецьких марок, на якій він був відображений.

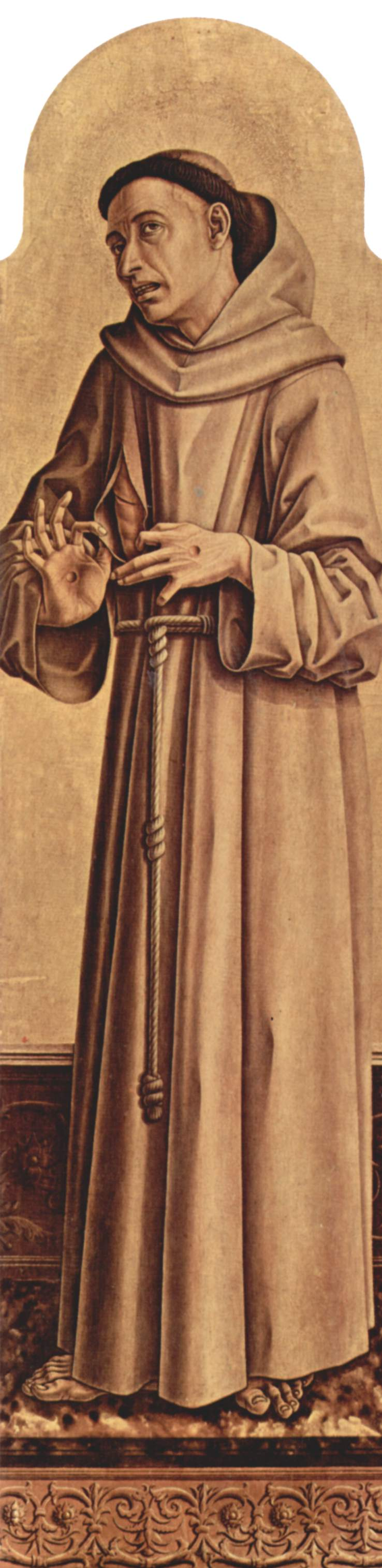
Карло Крівеллі. Св. Франциск. Бл. 1470
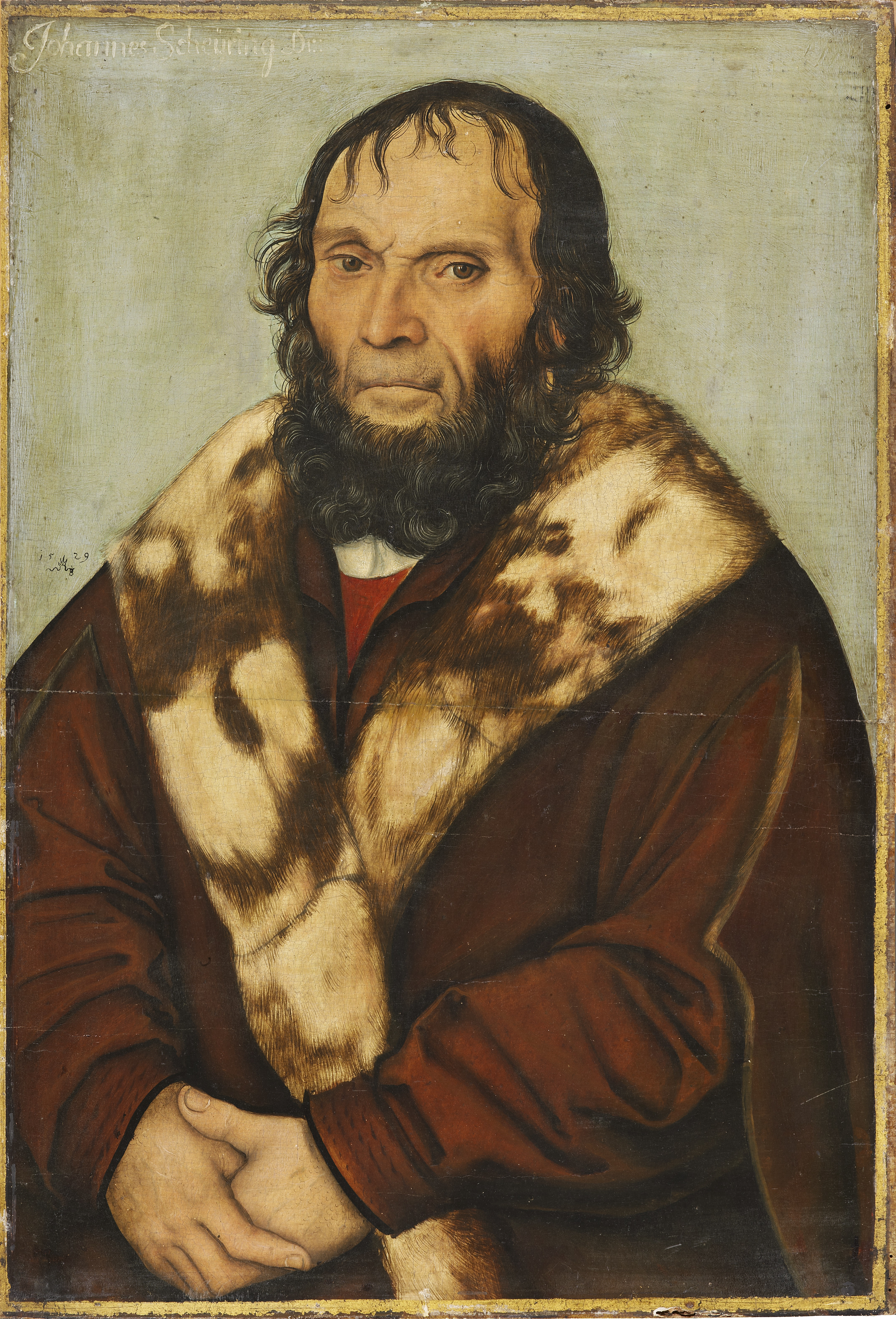
Лукас Кранах Старший. Портрет доктора Шейринга. 1529

## Музей сучасного мистецтва
Основу колекції XIX століття в Музеї сучасного мистецтва складають роботи бельгійських художників. Поряд з традиційними роботами Антуана Йозефа Вірца слід виділити скульптури Костянтина Меньє, багато хто з яких зображують робітників і шахтарів. У музеї зберігається «Соломія» Альфреда Стевенса, найвідомішого представника бельгійського імпресіонізму. У музеї представлені також такі відомі роботи, як «Російська музика» Джеймса Енсора і «Ніжність сфінкса» Фернана Кнопфа.
Серед художніх шедеврів XIX ст., представлених у музеї, особливо виділяються «Смерть Марата» Жака Луї Давида, «Вергілій, читає «Енеїду» сім'ї імператора Августа» Жана Огюста Домініка Енгра, «Пейзаж Орнан» Гюстава Курбе і «Портрет Луїзи Різенер і Єви Каллімакі-Катаргі (?)» Анрі Фантен-Латура. Французький живопис кінця XIX ст. представлений картинами «Портрет Сюзанни Бамбрідж» Поля Гогена, «Весна» Жоржа Сера, «Бухта» Поля Сіньяка, «Два учні» Едуара Вюяра, краєвидом Моріса Вламінка і скульптурою Огюста Родена «Каріатида», а також картинами «Портрет селянина» Вінсента ван Гога (1885 р.) і «Натюрморт із квітами» Ловіса Корінта.
У музеї зібрана велика колекція творів бельгійських сюрреалістів. Рене Маґріт представлений у музеї своїми «L'homme du large», «Le joueur secret», «Імперією світла», «Le démon de la perversité», «Le galet» і «La réponse imprévue», Поль Дельво — «Le couple», «Пігмаліоном» і «Train du soir» — типовим для цього художника сюжетом залізниці. Музей зберігає «L'armée céleste» Макса Ернста і саме популярний експонат цього розділу музею — «Спокуса св. Антонія» Сальвадора Далі.

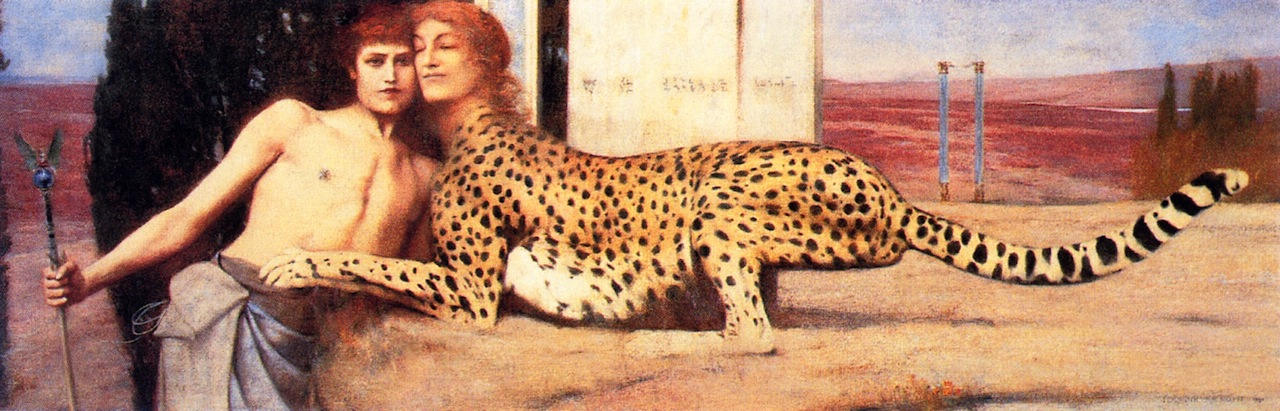
Фернан Кнопф. Мистецтво, або ніжність сфінкса. 1896.
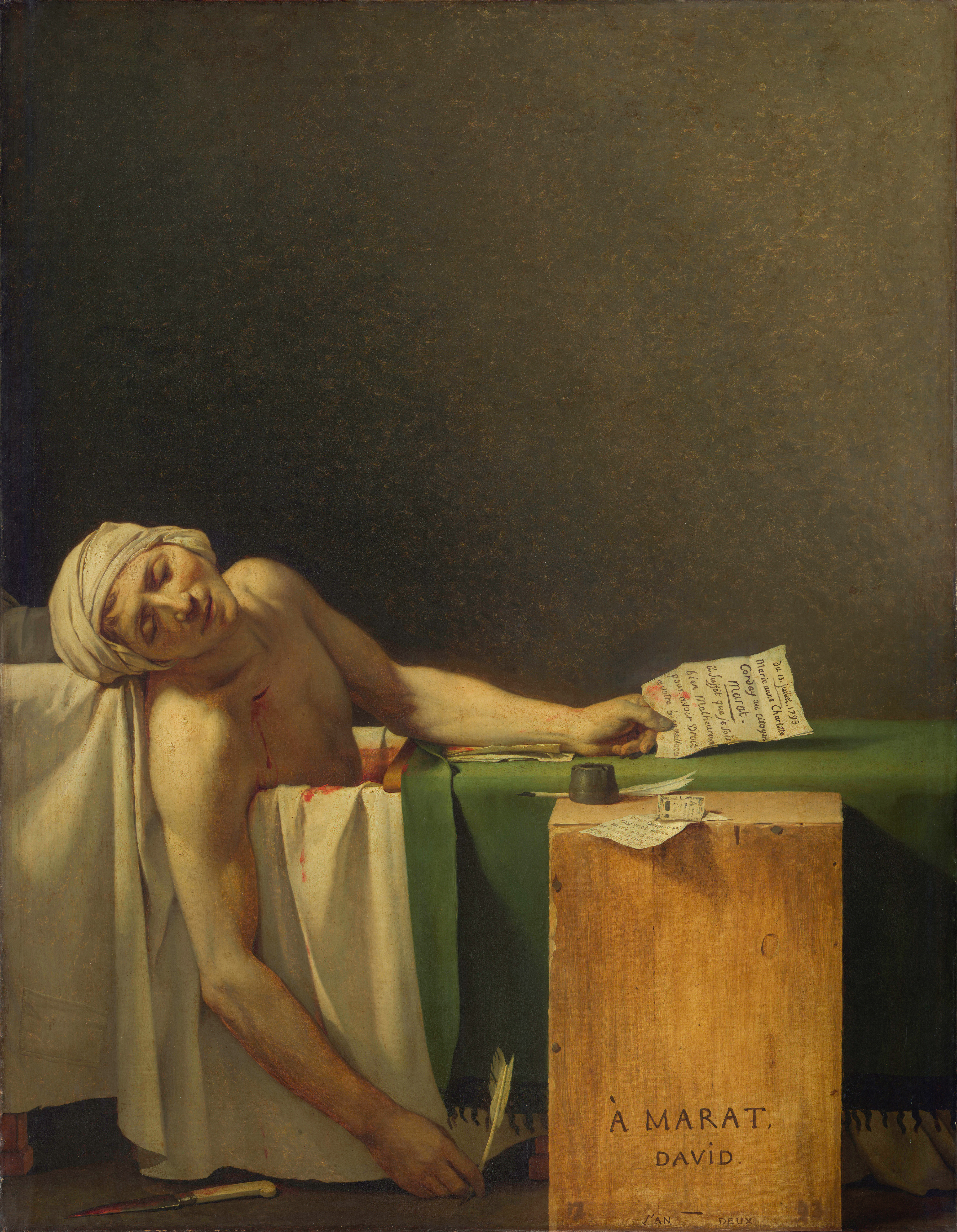
Жак Луї Давид. Смерть Марата. 1793
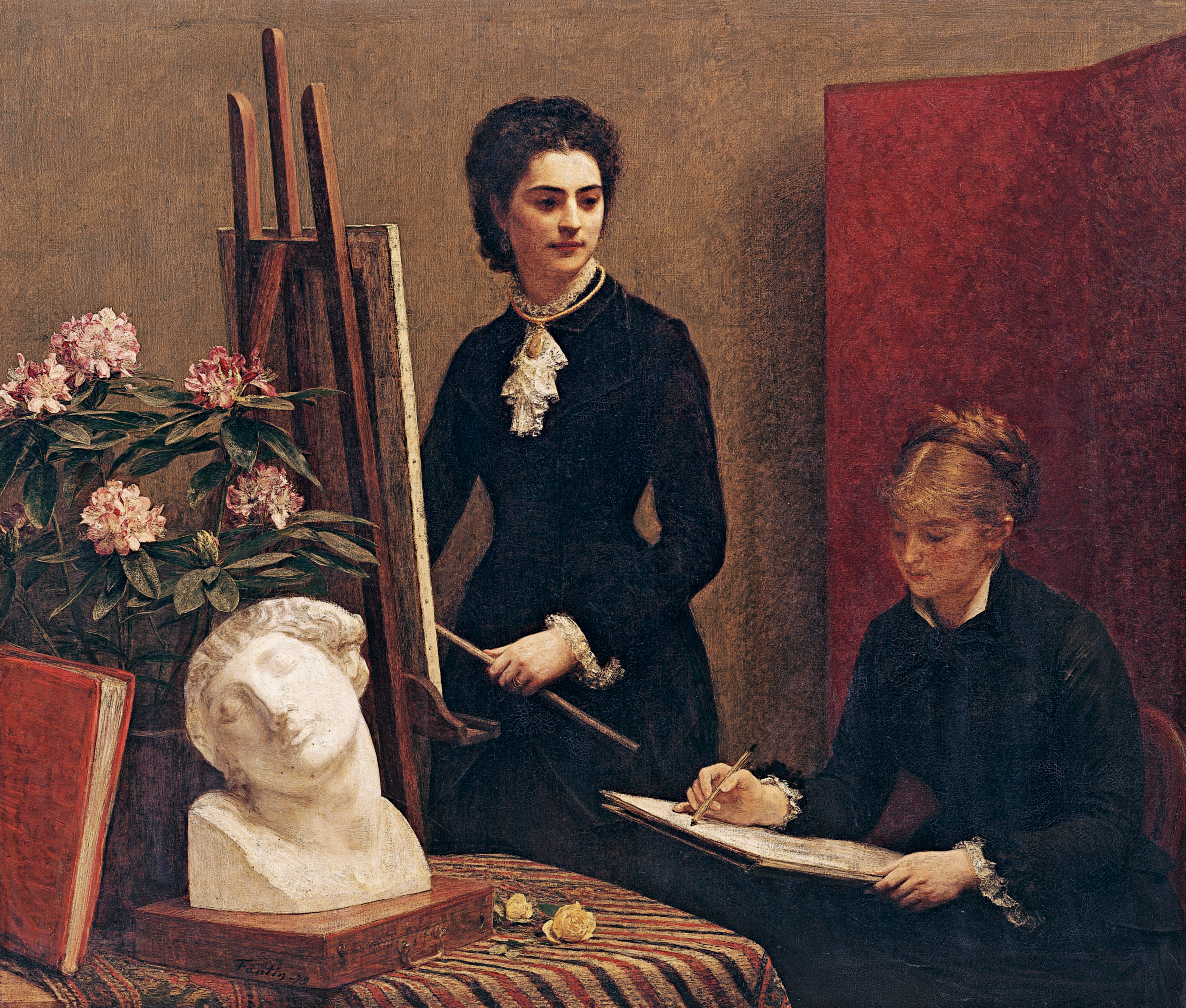
Анрі Фантен-Латур. « Урок малюнка », 1879 р.
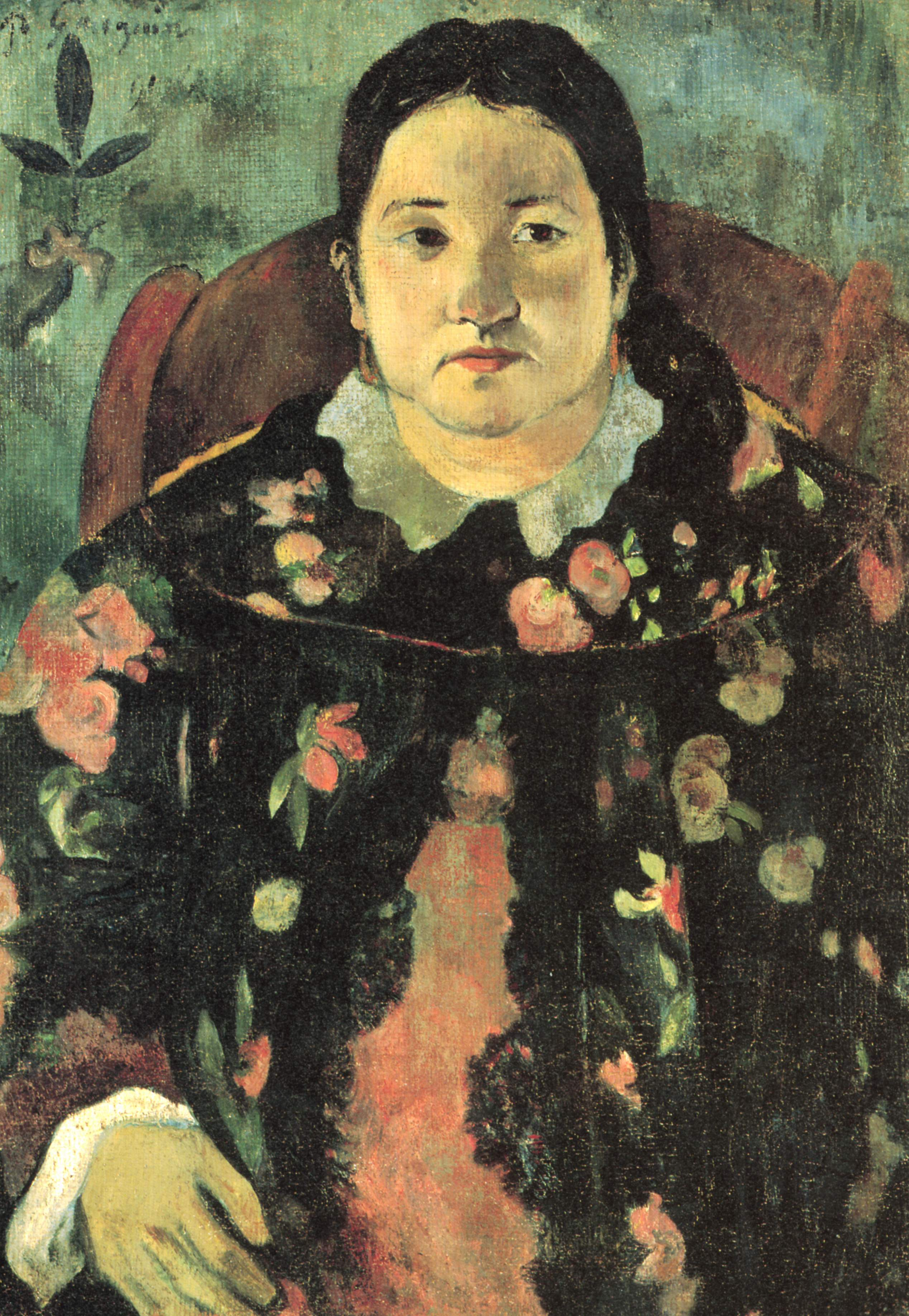
Поль Гоген. «Портрет Сюзани Бамбридж». 1891
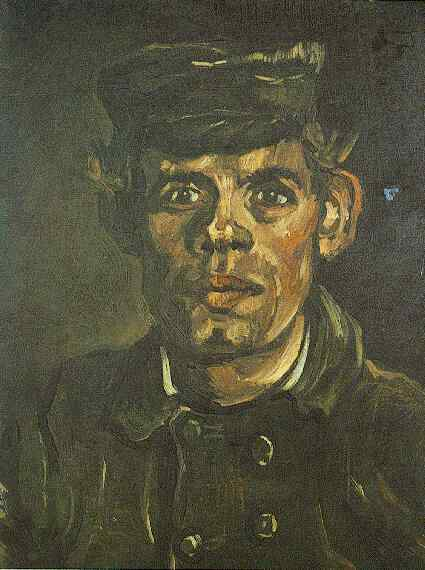
Вінсент ван Гог. «Портрет селянина»

## Музеї художників

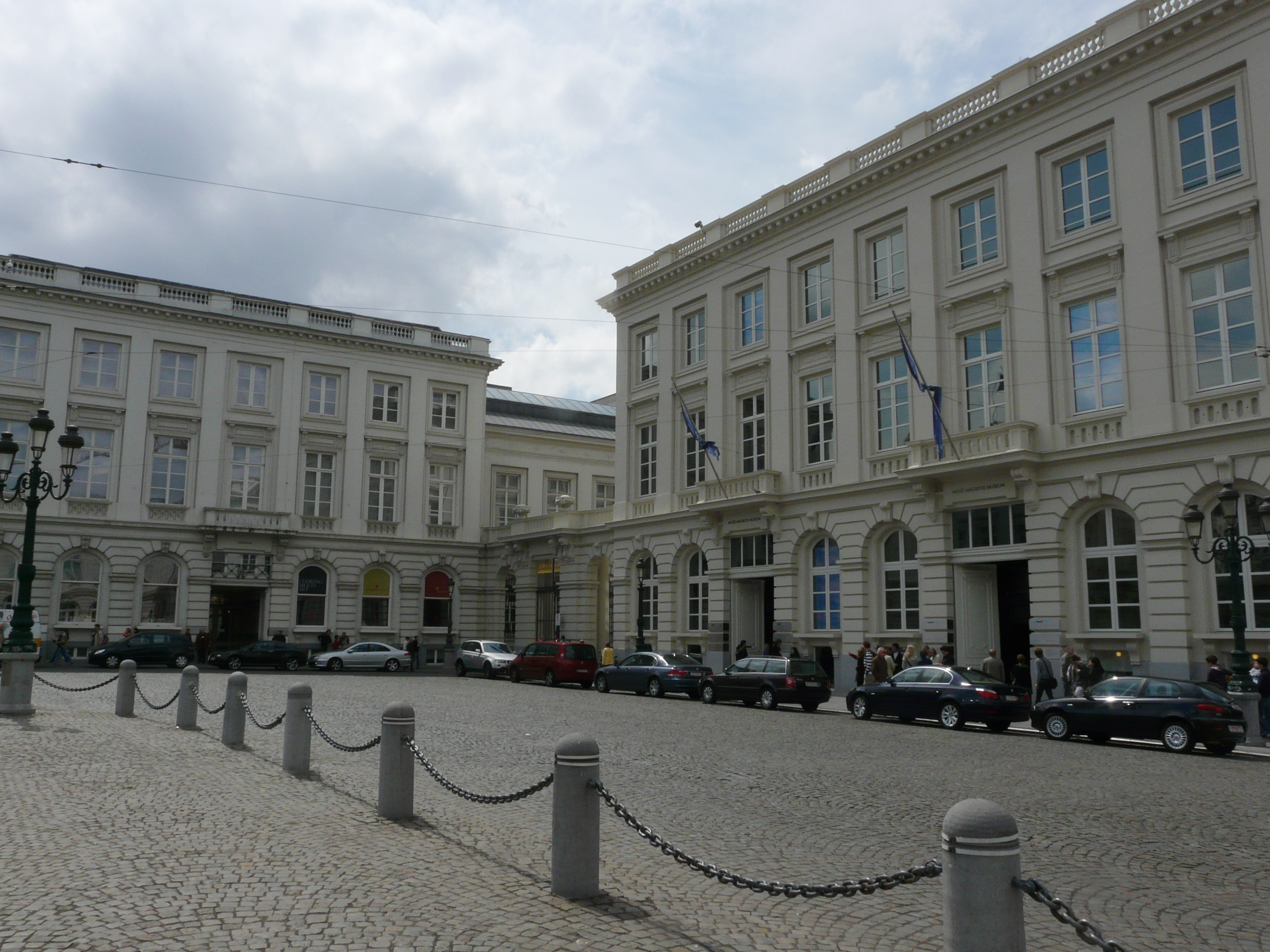
Музей Маґріта

У передмісті Брюсселя Іксель знаходяться два музеї художників, що входять до складу Королівських музеїв. «Музей Антуана Вірца» відкрився публіці ще в 1868 році. Присвячений творчості бельгійського художника-романтика Антуана Вірца (1806-1865). «Музей Костянтина Меньє» має багату колекцію робіт бельгійського художника і скульптора Костянтина Меньє (1831-1905). Музей входить до складу Королівських музеїв з 1978 року. З  2009 року до Королівських музеїв належить також новий музей Рене Маґріта.